# Snill-fjord
A Snill-fjord (Snillfjorden) fjord Norvégia partjainál, Sør-Trøndelag megye partvidékén. A 14 kilométer hosszúságú fjord Krokstadøra mellett kezdődik és a Hemn-fjord fjordba csatlakozik Ytre Snillfjordnál. A fjord partvidékén kisebb települések találhatóak, melyek nincsenek egymással közúttal összekötve. A fjord déli részének feléig egy autóút vezet, de innentől már nincsenek kiépített utak.

## Fordítás
Ez a szócikk részben vagy egészben  a   Snillfjorden című angol Wikipédia-szócikk ezen változatának fordításán alapul.  Az eredeti cikk szerkesztőit annak laptörténete sorolja fel. Ez a jelzés csupán a megfogalmazás eredetét és a szerzői jogokat jelzi, nem szolgál a cikkben szereplő információk forrásmegjelöléseként.